# Фастівка
Фа́стівка — село в Маловільшанській сільській громаді Білоцерківського району Київської області, до 2020 року центр сільської ради.
Населення — близько 628 жителів (перепис 2001 року). За іншими даними — 1128 осіб.[джерело?]

## Географія
Фастівка розташована за 23 км на південний захід від районного центру та за 25 км від залізничної станції райцентру Біла Церква. Від меж міста — 20 км автодорогою.
Найближчий населений пункт — село Щербаки, розташоване за 4 км на захід від Фастівки. За 5 км на південний схід — розташовані села Тарасівка та Гайок. По території села протікає річка Фоса.
На південь від Фастівки знаходиться ліс.

## Історія
Засноване в 1690 році.
За однією із версій, назва населеного пункту походить від річки Фоса, що протікає вздовж всього села і впадає в річку Рось.
З 1928 року в селі розпочалася колективізація: перші десять фастівчан із сім'ями об'єдналися в колгосп «Шляхом Леніна». Його головою став Бобраницький Тодось. Усі колгоспники оселилися на одній вулиці, яка відтоді названа Травневою. Усуспільнювали вони не лише земельні наділи, а й сільгоспреманент, коні й воли, корови та птицю.
В цьому селі було розкуркулено такі сім'ї: Прокопенко Степан (Давидюки), але не вислані в Сибір; Стороженко Архип — вся сім'я втекла на Донбас; сім'я Микитюків — втекли вночі невідомо куди; сім'я А. Т. Савчука — була вивезена на північ в м. Архангельськ. Жінка і діти повернулися в село, а їхній батько залишився там. Сім'я Д. Ф. Повшедного — в 1938 р. повернулася в село; сім'я О. Г. Гулюватого — вся сім'я залишилась в Кемеровській області і в село не повернулася.
В 1932—1933 рр. за спротив владі були розстріляні: Півторак М. Г., Гаврилюк Яків, Перечепа Микола — через десятиліття їх було посмертно реабілітовано; Пелих М. К., Клочан В. В.
До Голодомору 1932—1933 років в селі проживало 870 чоловік (кількість дворів невідома), з них 429 чоловік (297 дорослих та 132 дітей) померли від голоду і холоду. За іншими підрахунками ця цифра була значно більшою. В будь-якому випадку це значно більше, ніж загинуло фастівчан за 4 роки війни. В селі після голоду залишилось проживати 520 чоловік. Багато хто виїхав на Донбас, в Росію, за кордон. На сьогодні встановлено прізвища померлих 104-х родин і окремих жителів.
На сходці села жителі вирішили зібрати кошти і побудувати пам'ятник жертвам Голодомору 1932—1933 років для увічнення пам'яті закатованих голодом. 18 червня 1990 року відбулось відкриття пам'ятника на кладовищі, де в братських могилах поховані жертви Голодомору. Пам'ятник виготовив умілець з с. Тарган Володарського району Київської області Микитенко М. Й. Мартиролог жителів с. Фастівка — жертв Голодомору 1932—1933 років укладено за даними сільської ради і Будинку культури, наданими директором БК Терешонок Д. А.
За мужність і відвагу, проявлені в боротьбі проти німецько-нацистських загарбників на фронтах Німецько-радянської війни і в тилу ворога, 120 жителів Фастівки нагороджено орденами й медалями.

## Населення

### Мова
Розподіл населення за рідною мовою за даними перепису 2001 року:
| Мова       | Кількість | Відсоток |
| ---------- | --------- | -------- |
| українська | 620       | 98.73%   |
| російська  | 8         | 1.27%    |
| Усього     | 628       | 100%     |

## Сьогодення
На території села діє дев'ятирічна школа, будинок культури, бібліотека, фельдшерсько-акушерський пункт, магазин, кафе-бар.
У селі діє релігійна громада Євангельських християн-баптистів.
5 жовтня 2018 року у Фастівці здійснено освячення новозбудованого храму УПЦ КП на честь Різдва Пресвятої Богородиці.
|                                         |
| Братські могили воїнів Радянської Армії |

|                              |
| Пам'ятник воїнам-односельцям |